# Wenham Magna
Wenham Magna är en civil parish i Babergh, Storbritannien.   Den ligger i grevskapet Suffolk och riksdelen England, i den sydöstra delen av landet, 100 km nordost om huvudstaden London. Orten har 185 invånare (2011).
Antalet invånare är 150.